# 塔院寺

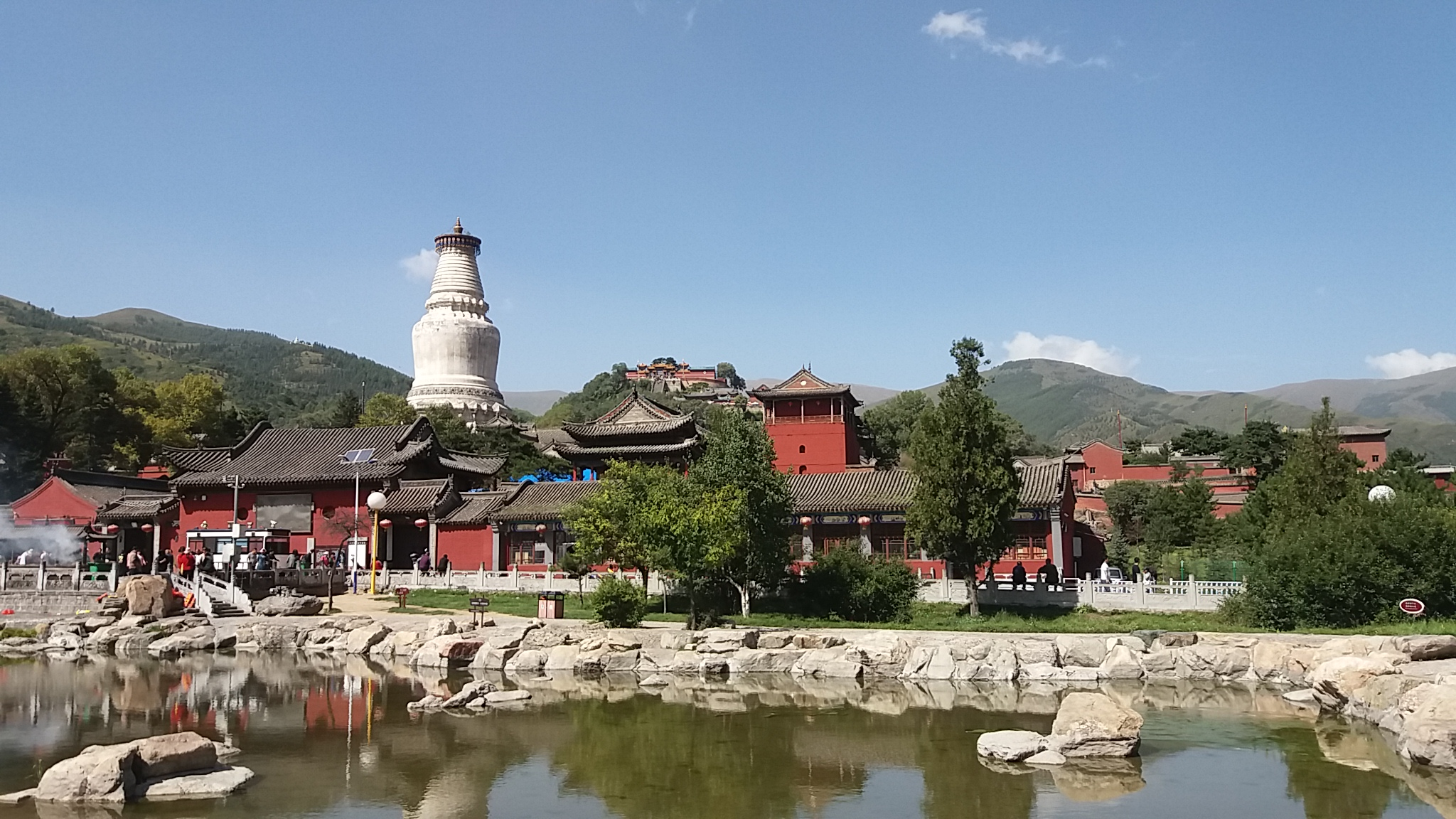
塔院寺。

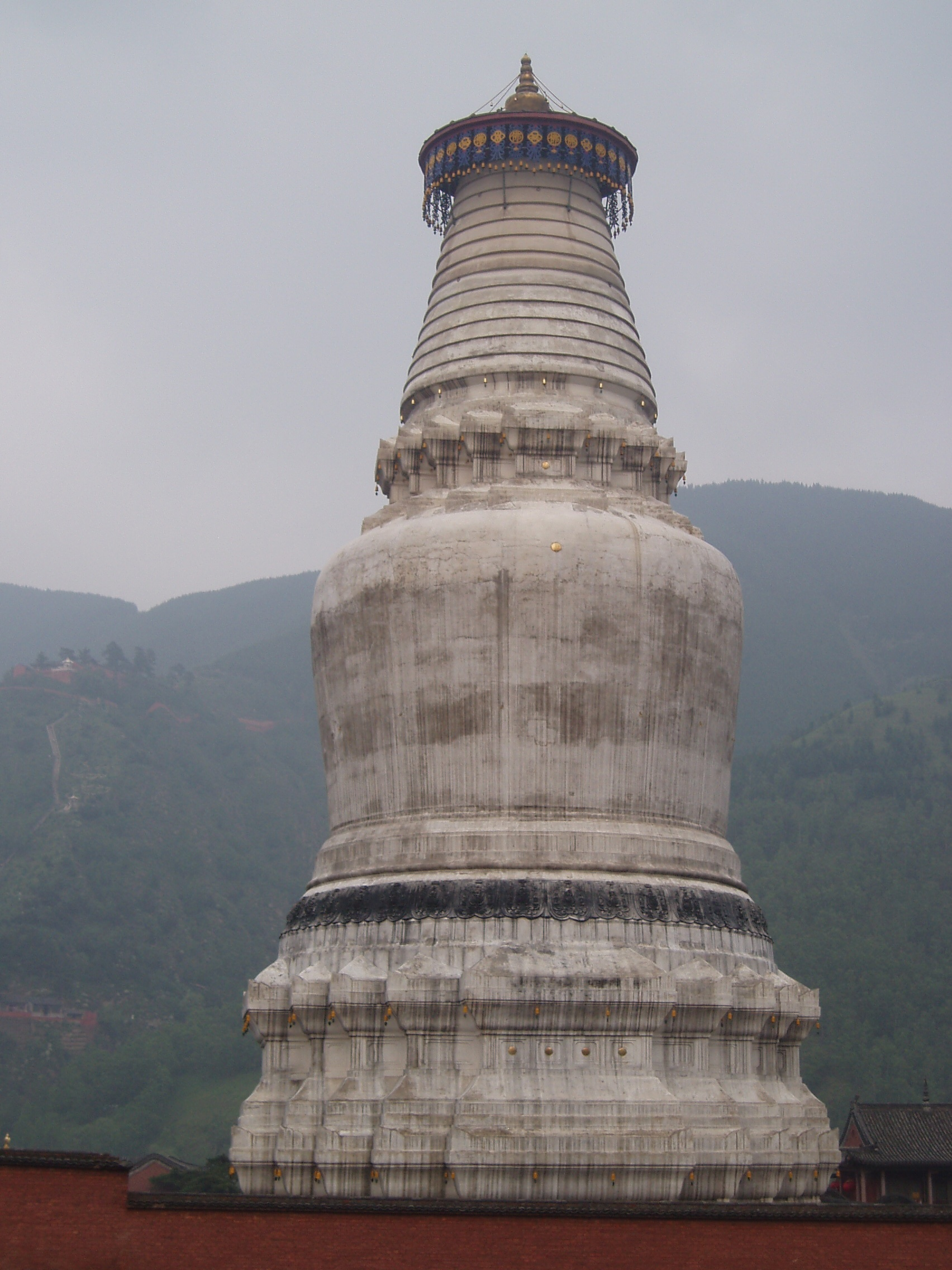
白塔。

塔院寺（とういんじ）は、中華人民共和国山西省忻州市五台県五台山にある仏教寺院。

## 歴史
塔院寺はもともとは顕通寺付属の塔院であった。明の永楽5年（1407年）に寺を拡張し、万暦年間（1573年 - 1620年）に再建されたのは、五台山の「五大禅林」、全山の「青廟十大寺」の一つです。
1948年4月、毛沢東は中国人民解放軍を率いて延安、黄河を渡り、五台山を経由し、周恩来などとこの寺で夜を明かした。

## 伽藍
影壁、牌坊、石段、周門、山門、鐘楼、鼓楼、天王殿、大慈廷寿宝殿、塔殿、経閣
現在の白塔は元の大徳6年（1302年）に建てられ、ネパールの阿権尼哥が設計し、以前の慈寿塔を大塔の腹の中に置く。正式には釈迦牟尼舎利塔という。